# Johann Baptist Fickler
Johann Baptist Fickler (* 24. Mai 1533 in Backnang; † 1610 in München) war ein deutscher Jurist, Hofrat und Autor.

## Leben
Sein Großvater Hans Fickler (gest. 1512), der aus einer Memminger Familie stammte, war gegen Ende des 15. Jahrhunderts in die Reichsstadt Weil der Stadt gezogen. Dessen Sohn, der Tuchhändler Michael Fickler (gest.1544), war in zweiter Ehe mit Benigna Münsinger von Frundeck verheiratet, einer Tochter des kaiserlichen Hofrats Dr. Johannes Münsinger von Frundeck. Seinem Schwager, dem Kanzler der württembergisch-österreichischen Regierung, Dr. Joseph Münsinger von Frundeck (1483–1560), verdankte er es wohl, dass er 1530 Untervogt in Backnang wurde. Dort wurde den Eheleuten 1533 Johann Baptist als viertes Kind geboren. Nachdem Herzog Ulrich die Reformation in Württemberg eingeführt hatte, zog Fickler 1534 mit seiner Familie in das katholisch gebliebene Weil der Stadt zurück, wo Johann Baptist seine Kindheit verbrachte.
Nach dem Tod des Vaters und der Wiederverheiratung der Mutter wurde Johann Baptist Fickler 1546 auf die Schule nach Freiburg im Breisgau geschickt, die er etwa drei Jahre  besuchte. Von 1551 bis 1555 studierte er Rechtswissenschaften an der Universität Ingolstadt. 1559 bis 1588 stand er in den Diensten des Erzbistums Salzburg, wo er ab 1585 als erzbischöflicher Protonotarius wirkte. 1562 wurde er zum Konzil von Trient abgesandt, wo er die Schrift Acta Concilii Tridentini verfasste. 1565 wurde er zum Doktor beider Rechte promoviert (iuris utriusque doctor); sein Doktorvater war der spätere Papst Gregor XIII.
Er war am bayerischen Hof Erzieher (Präzeptor) des späteren Herzogs Maximilian I. und wurde 1591 zum Hofrat berufen. Nach dem Regierungsantritt Maximilians befasste er sich ab 1598 mit der Inventarisierung der Kunstkammer und der Herzoglichen Münzsammlung. Er erstellte hierzu ein über 3400 Stücke auflistendes Inventar der Kunstkammer sowie das Buch Descriptio antiquorum Numismatum. Zudem verfasste er theologische sowie juristische Traktate.